# Coliseo La Caldera
El Coliseo La Caldera, también conocido por su nombre oficial del Coliseo Departamental del Chocó es un estadio cubierto ubicado en la ciudad colombiana de Quibdó en el departamento del Chocó. Fue construido e inaugurado en el año 2015 con motivo de los XX Juegos Deportivos Nacionales.
El escenario es utilizado para sus partidos en condición de local del club Cimarrones del Chocó, dos veces campeón de la Liga Profesional de Baloncesto de Colombia. El escenario se ubica en el barrio El Jardín, y por eso durante los Juegos Deportivos Nacionales fue denominado como Coliseo El Jardín.